# Leon z Trypolisu
Leon z Trypolisu (grec. Λέων ὸ Τριπολίτης) – grecki renegat, wódz arabskich korsarzy z X wieku.

## Życiorys
Na czele syryjskiej floty z siedzibą z bazy w Trypolisie najeżdżał tereny bizantyńskie. W 904 roku skierował się przeciwko Konstantynopolowi, zawrócił jednak spod Parion i zaatakował Tesalonikę. 31 lipca 904 po trzech dniach oblężenia zdobył i splądrował miasto. W 912 roku wraz z Damianem z Tarsu pokonał koło Lesbos flotę bizantyńską. W 924 pokonał go kolo wyspy Lemnos Jan Kurkuas. Źródła nie wzmiankują o jego późniejszych losach.